# Hippotion psammochroma
Hippotion psammochroma is een vlinder uit de familie van de pijlstaarten (Sphingidae). De wetenschappelijke naam van de soort werd in 1989 gepubliceerd door Patrick Basquin.